# Witte trui

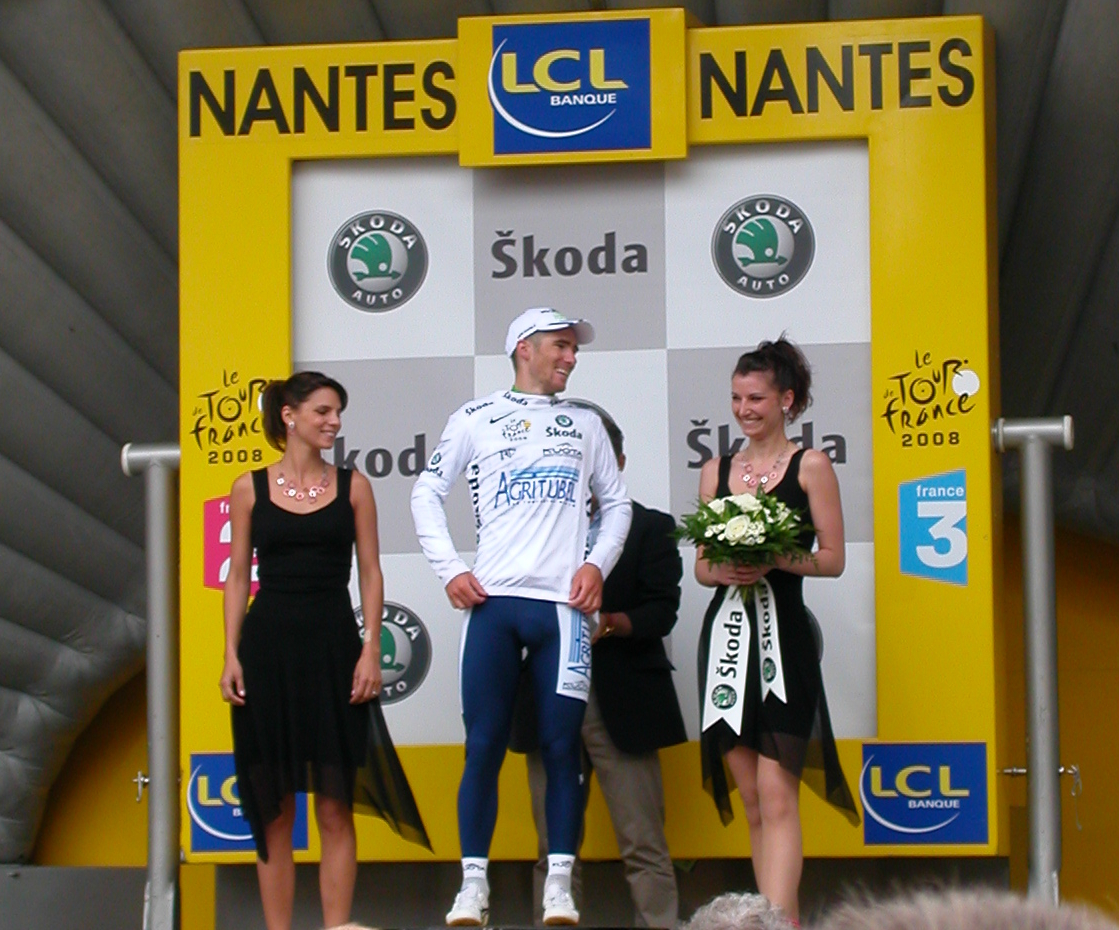
Romain Feillu in de witte trui van de Ronde van Frankrijk

De witte trui is in de wielersport een trui die door de leider in een bepaald klassement wordt gedragen. De witte trui kan onder andere verwijzen naar:
- De jongerentrui in de Ronde van Frankrijk
- De jongerentrui in de Ronde van Italië
- De combinatietrui in de Ronde van Spanje
- De leiderstrui in de Ronde van Catalonië (heeft een groen randje)
- De puntentrui in de Ronde van Catalonië
- De puntentrui in de Ronde van het Baskenland
- De puntentrui in de Ronde van Portugal
- De bergtrui in de Tour Down Under
- De jongerentrui in Parijs-Nice
- De jongerentrui in Tirreno-Adriatico
- De jongerentrui in de Ronde van Romandië
- De jongerentrui in het Critérium du Dauphiné
- De jongerentrui in het Internationaal Wegcriterium
- De jongerentrui in de Ronde van België
- De jongerentrui in de Ronde van Beieren
- De jongerentrui in de Ronde van Californië

Algemeen klassement · Bergklassement · Combinatieklassement · Jongerenklassement · Ploegenklassement · Puntenklassement · Strijdlustklassement · Tussensprintklassement
 Blauwe trui ·   Bolletjestrui ·  Gele trui ·  Groene trui ·  Paarse trui ·  Rode trui ·  Roze trui ·  Witte trui ·  Zwarte trui ·  Regenboogtrui ·  Sterrentrui